# Mudra

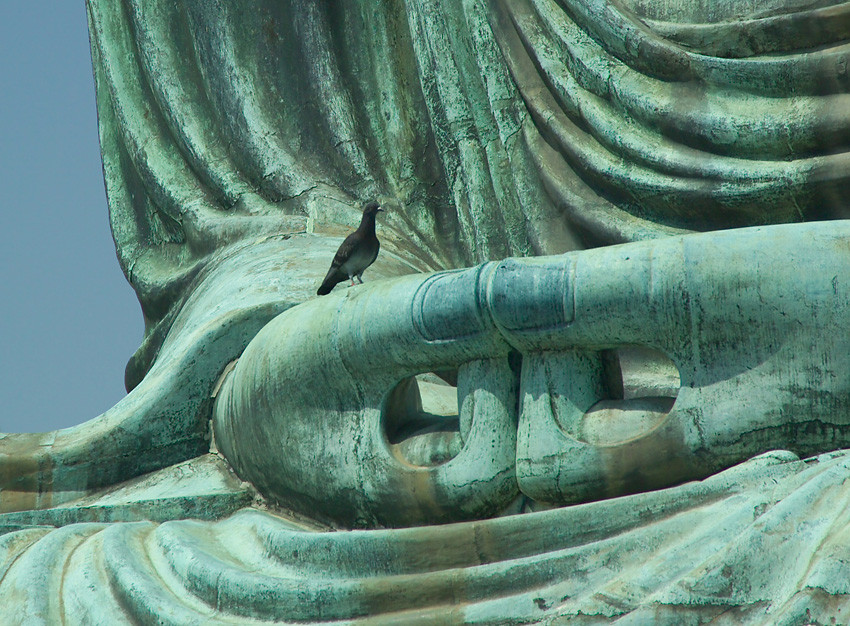
Dettaglio della statua di Amitābha Buddha a Kamakura, prefettura di Kanagawa, Giappone. Le mani formano il Dhyanamudra

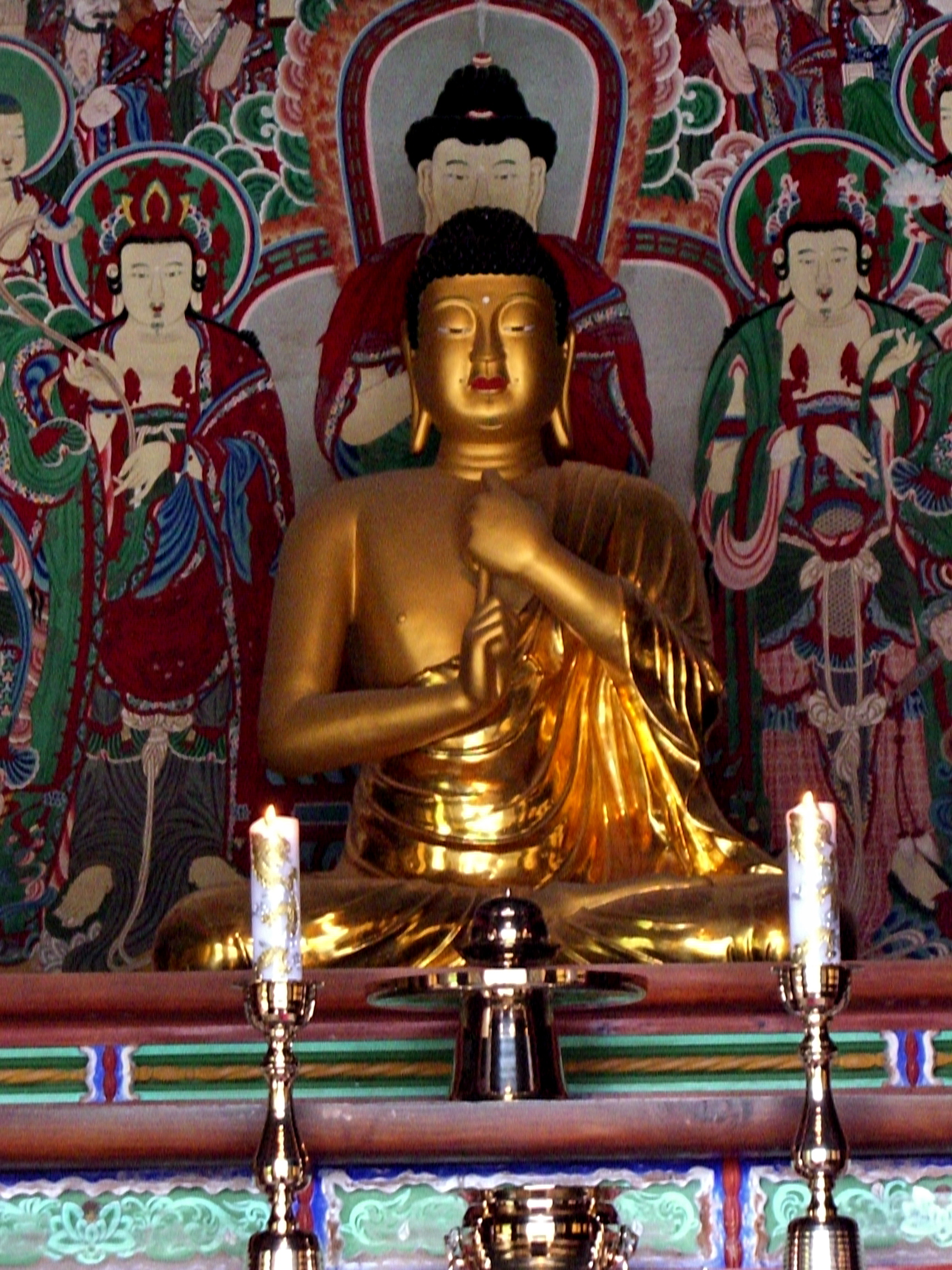
Mahāvairocana in una statua coreana. Le mani sono poste nel gesto di somma illuminazione Bodhyagrimudra

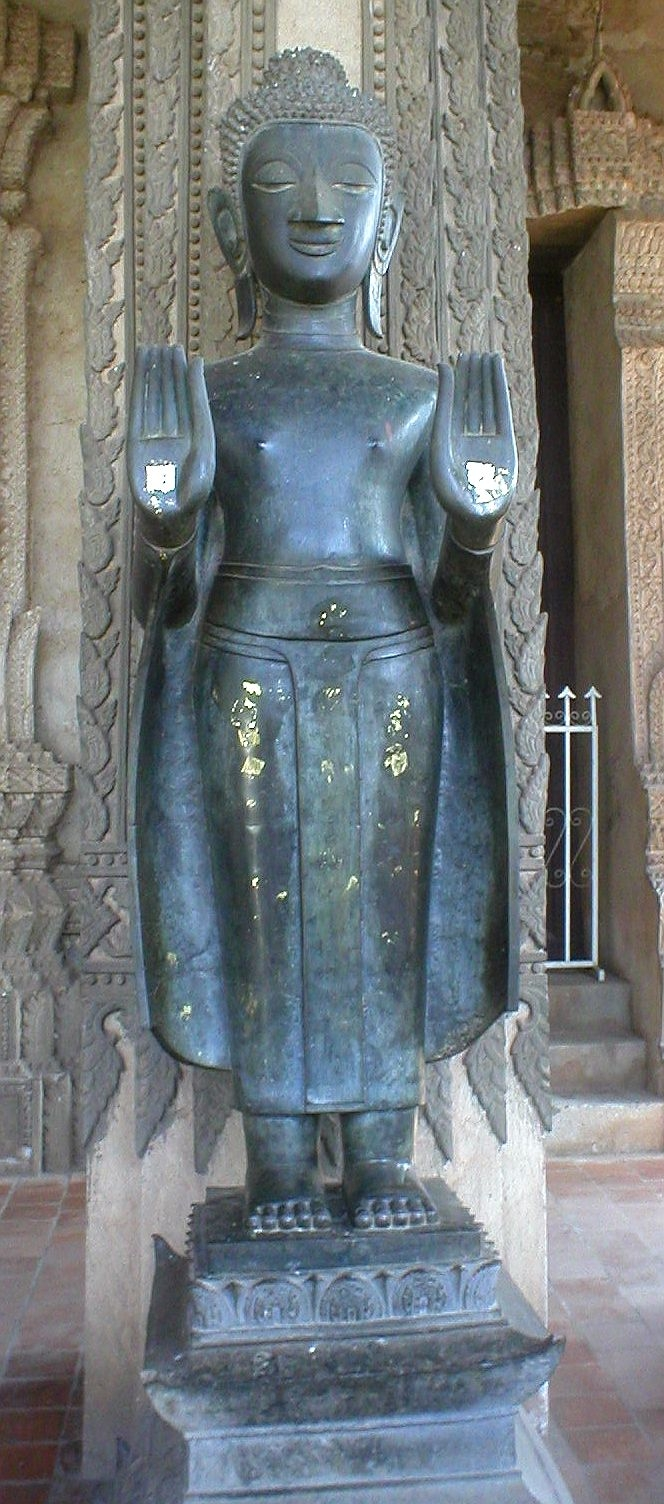
Statua di Buddha in Abhayamudrā, Ho Phra Keo, Laos

Mudra (devanagari: मुद्रा, IAST mudrā) è un gesto simbolico che in varie religioni viene usato per ottenere benefici sul piano fisico, energetico e/o spirituale.
Le mudra sono utilizzate nella pratica yoga come completamento di alcuni asana (posizioni) durante le fasi meditative. Le mudra vengono usate molto nel buddhismo tibetano, anche sotto forma di movimenti, gesti, danze che vanno a completare tecniche, pratiche e meditazioni atte al raggiungimento dell'illuminazione. Le mudra vengono praticate anche durante le cerimonie come ad esempio nelle cerimonie di iniziazione.

## Definizione del termine
Vi sono molte opinioni in merito all'interpretazione del termine “mudrā”; gli studiosi sostengono l'interpretazione legata all'origine etimologica del vocabolo, che identifica la posa della mano come un “sigillo”, una “stampa”, un “segno”, un “marchio”,  un “simbolo”, un “gesto simbolico”  oltre ad identificare nell'esoterismo, le varie divinità.

## Origine
In un racconto contenuto nei Jātaka si narra di un bodhisattva che vedendo una donna, fece un gesto per sapere se era sposata. La donna rispose sempre con un gesto che non aveva marito. È evidente che il bodhisattva stava usando un linguaggio stabilito e convenzionale di gesti eseguiti con le mani.
Le mudrā erano quindi espressione di un linguaggio quotidiano, ma non solo; in seguito, esse hanno trovato la loro sistemazione anche nella danza, nello specifico nel Nātya Śāstra di Bharata.

## Origine iconografica
La mudrā passa così da una funzione di linguaggio gestuale quotidiano ad una di esperimento di comunicazione simbolica in ambito artistico, e in seguito si trasforma da icona figurativa ad elemento rituale di cerimonie esoteriche. 
Attraverso le figure di Mathurā (100 a.C. – 600 d.C.) e soprattutto con le sculture del Gandhāra (100 – 400 d.C.) le mudrā diedero un grande contributo al tantrismo. 
Nel II secolo d.C., vi è la prima raffigurazione del buddha storico, fino ad allora era stato rappresentato come ruota della Legge, trono, colonna o albero.

## Mudra nella Gheraṇḍa Saṃhitā
Nell'antico testo della Gheraṇḍa Saṃhitā sono presenti 25 mudra fondamentali:
(Gheraṇḍa Saṃhitā)
1. Mahāmudrā
2. Nabhomudra
3. Uddiyanamudra
4. Jalandharamudra
5. Muhlabandhamudra
6. Mahabandhamudra
7. Mahavedhamudra
8. Kecharimudra
9. Viparitakaranimudra
10. Yonimudra
11. Vajrolimudra
12. Shaktichalani
13. Tadagimudra
14. Mandukimundra
15. Shambhavimudra
16. Dharana n.1
17. Dharana n.2
18. Dharana n.3
19. Dharana n.4
20. Dharana n.5
21. Ashvinimudra
22. Pashinimudra
23. Kakimudra
24. Matangimudra
25. Bhujanginimudra

## Mudra nell'Hatha Yoga Pradipika
Nell'antico testo Hatha Yoga Pradipika, sono elencate 10 mudra fondamentali:
(Hatha Yoga Pradipika)
1. Mahāmudrā
2. Mahabandhamudra
3. Mahavedhamudra
4. Kecharimudra
5. Uddiyanabandhamudra
6. Mulabandha
7. Jalandharabandha
8. Viparitakaranimudra
9. Vajrolimudra
10. Shaktichalanamudra

## Mudra nella religione buddhista
I portamenti Mudra sono sei, rappresentate nella tabella qui sotto. 

| Posizione         | Accezione |
| ----------------- | --- |
| Abhayamudra       | Buddha è in piedi con il palmo della mano destra girato verso l′esterno e le dita verso il cielo, di solito all′altezza delle spalle. Vuol significare la protezione dei suoi seguaci dalle loro paure.                                                                                                  |
| Varadamudra       | Buddha ha la mano sinistra sulla gamba con il palmo verso l′alto e le dita verso il basso, come per offrire qualcosa. L′altra mano è in posizione Abhayamudra. |
| Bhumisparshamudra | Di solito si trova sul Buddha seduto: la mano destra è deposta sulle gambe con le dita in direzione della terra e il palmo verso l′interno. La mano sinistra, aperta, è posta sul ventre rivolta verso l′alto. Vuol simboleggiare la volontà di raggiungere l′illuminazione per mezzo della meditazione. |
| Dharmachakramudra | Buddha unisce i due pollici e i due indici delle mani formando un cerchio, simbolo della ruota del Dharma. |
| Vitarkamudra      | il pollice e l′indice della stessa mano si toccano e formano un cerchio che fa scaturire l′energia, trasmettendo i suoi insegnamenti. |
| Dhyanamudra       | È il gesto della meditazione, spesso si trova sul Buddha seduto. Le mani sono poste sul ventre con i palmi rivolti verso l′alto, la mano destra si appoggia sulla sinistra e i pollici si sfiorano tra loro, formando una specie di triangolo, segno del fuoco spirituale che brucia le impurità.        |

## Altri mudra
- Abhayamudrā (semui in 施無畏印)
- Adhimudra
- Bhumisparsamudra (sokuchi in 觸地印): rappresenta il gesto della testimonianza della terra
- Bodhyagrimudra: rappresenta il gesto di somma illuminazione
- Chinmudrā: rappresenta il gesto della coscienza
- Dhyanamudra (jō in 定印):  rappresenta il gesto della meditazione
- Jnanamudra: rappresenta il gesto della conoscenza
- Mandalamudra mudra: i quattro angoli del mondo
- Varamudra (in giapponese segan in 施願印): il palmo della mano girato verso l'esterno, in un gesto di offerta. Aperta e vuota. Essa rappresenta sia la carità del buddha che l'espressione del vuoto.
- Dharmacakramudrā (tenbōrin in 轉法輪印)
- Yogamudra